# Behrenstrasse
Behrenstrasse (tysk stavning: Behrenstraße) är en gata i stadsdelen Mitte i Berlin, Tyskland. Gatan leder från Bebelplatz i öster till Ebertstrasse vid Tiergarten i väster.
Gatan anlades ursprungligen i slutet av 1600-talet på platsen för den tidigare fästningsmuren omkring förstaden Dorotheenstadt, och utgjorde då gränsen mellan denna och den nyare stadsdelen Friedrichstadt. Behrenstrasse har sitt namn sedan 1706, då den uppkallades efter Johann Heinrich Behr som ledde stadsplaneringen för Friedrichstadt.
Behrenstrasse har historiskt tillhört Berlins exklusivare adresser, och var under 1800-talet och det tidiga 1900-talet säte för många bankpalats, hotell och teatrar. Idag finns här förutom flera banker bland annat USA:s och Rysslands ambassader, flera lyxhotell, Komische Oper och Förintelsemonumentet.

## Angränsande gator och torg
- Parallellgator: Unter den Linden och Französische Strasse.
- Korsande gator: Friedrichstrasse, Wilhelmstrasse och Ebertstrasse.
- Torg: Bebelplatz.